# 北京大学医学部

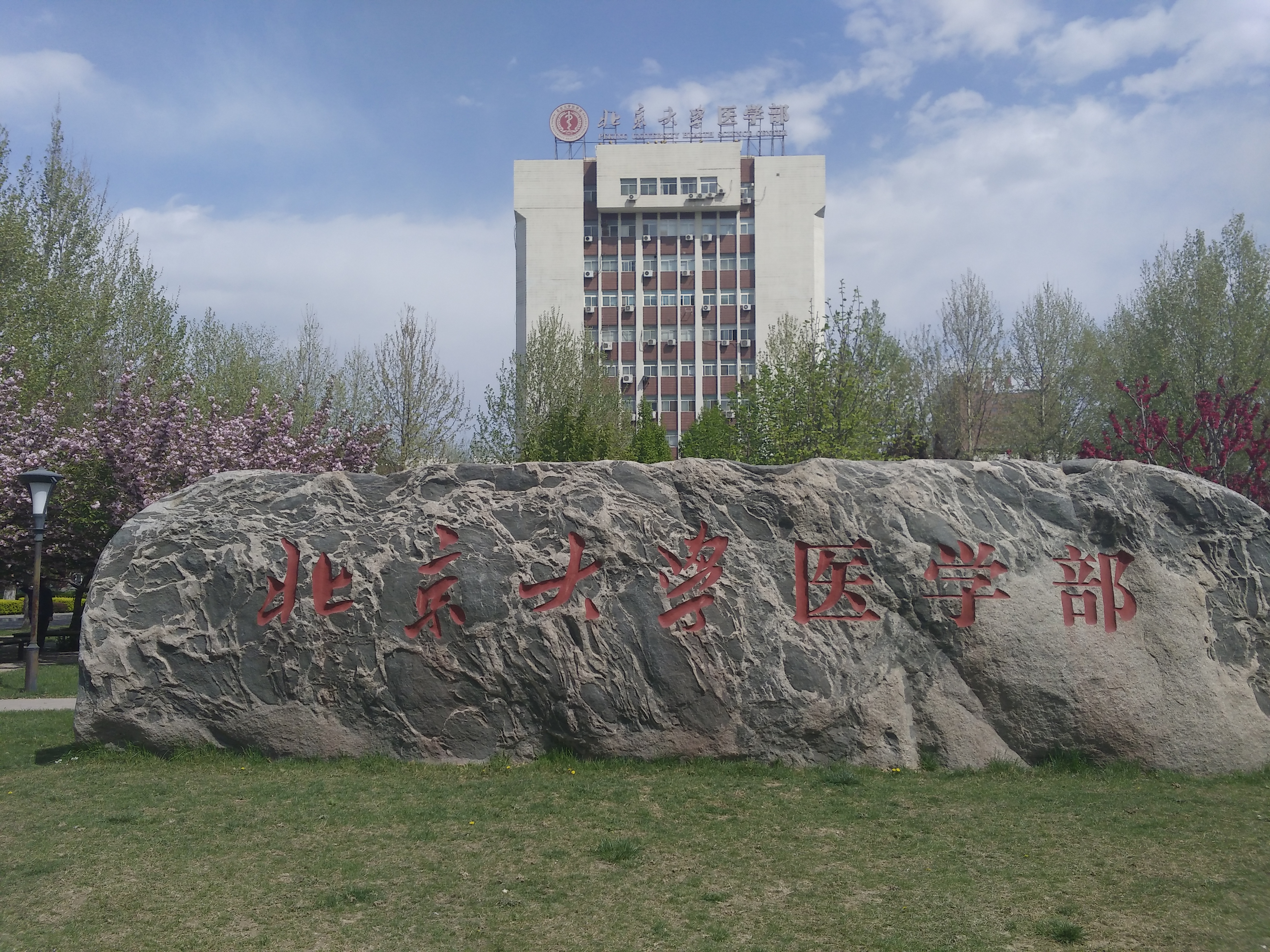
北京大学医学部西门

北京大学医学部（英語：Peking University Health Science Center），简称北医，是北京大学的一个学部。该校原为北京医科大学，2000年5月4日并入北京大学。北京大学医学部在行政和招生上保持相对独立，有单独的招生代码，但不具有单独出具毕业证、学位证的权力。

## 历史沿革
北医前身是国立北京医学专门学校，创建于1912年10月26日，是中国政府开办的第一所国立医学院校。是民国早期九所著名“国立”高校之一。其历史渊源可以上溯到1903年－1907年之间曾经存在过的京师大学堂医学实业馆。1913年国立北京医学专门学校首批学生72人，到1917年首批毕业学生共22人。
1923年，北京医学专门学校更名为北京医科大学。1927年，奉系军阀张作霖率安国军进入北平，进京后的张作霖改组高等教育，把当时北平“国立”九校合并为“京师大学校”，北医更名为京师大学校医科；1928年国民党的北伐大军兵临城下，张作霖离开北京，之后一些高校复校，包括北医在內未復校的高校成为北平大学的一部分，北医成为北平大学医学院。
1937年卢沟桥事变爆发后，北平各高校纷纷西迁南迁，北平大学大部撤离到了古都西安并在那里和北洋大学等华北名校一起组成了西北联合大学。与此同时，部分未撤离北平的医学院教师在日占区继续行医、教学，并组建了北京大学医学院，院长为鲍鉴清。太平洋战争后北京大学医学院吸收了美属北平协和医学院的部分师资。如林巧稚，诸福棠等均曾在这任过职。有人也把1937-1945年这段时期称为“伪北京大学”医学院。
1945年，国民政府教育部决定在国立北京大学、国立浙江大学、国立山东大学和国立武汉大学四所高校设立医学院。原北京大学医学院改组为北平临时大学补习班第六分班，该班连同附属医院（北大医院）再次组成北京大学医学院。院长为马文昭。部份原医学院教授遭解职。而新聘师资中云集了一大批欧美留学博士。这些人代表当时学界最高水平，后来均成为学界泰斗。如
- 基础学科：组织马文昭，神经解剖臧玉洤，解剖刘其端，免疫陶善敏、颜春辉，细菌学谢少文、方亮，生化刘思职、张昌颖，医史李涛，寄生虫冯兰洲，病理林振刚，秦光煜；药理李钜，生理沈寯淇，公卫林宗扬、严镜清，药学薛愚、王序等。
- 临床学科：传染病吴朝仁，热带病钟惠澜，肾脏病王叔咸，胃肠陈国桢，心脏病马万森，脑外科关颂韬，泌尿外科谢元甫，骨科孟继懋、陈景云，胸外王大同，肿瘤外科司徒展，儿科诸福棠，皮肤花柳病胡传揆，神经精神病许英魁，眼科毕华德、刘家琦，耳鼻喉科刘瑞华、张庆松、徐荫祥，放射汪绍训，谢志光，口腔毛燮均、钟之奇、胡郁斌教授等。

原北平大学医学院的师生未回北平，而是留在西安建立了西安医科大学（现为西安交通大学医学院）。
1952年在全国高校院系调整中，北京大学医学院脱离北京大学，独立为北京医学院。1954年，北京医学院成为全国六所重点院校之一。1958年，原中央医院并入北医，成为第二附属医院（现北京大学人民医院）。从北大医院、建工医院和平安医院新组建了北医三院。1959年，北京医学院成为全国十六所重点院校之一。
1960年，北京医学院组建北京第二医学院（现首都医科大学）。同时大批骨干师资西行洛阳、兰州、内蒙、酒泉等地支援地方建设。1985年，更名为北京医科大学。并成为全国10所重点建设院校之一。1996年，成为国家首批“211工程”重点支持的医科大学。
2000年4月，北京医科大学与北京大学合并，组建了新的北京大学，北京医科大学成为北京大学医学部。现在的北京大学医学部集人才培养、科学研究、医疗服务于一体，“医”“教”“研”并重。医学部主任是中国工程院院士詹启敏。北医学科齐全，科研突出。发表的科技论文，自然科学基金多年来保持中国大陆医学院校首位。中国的乙肝疫苗，试管婴儿，变性手术，丙肝疫苗，自身血液回收系统，骨髓移植，颈椎病的治疗，肾脏移植等等均率先诞生在北医。北医科学家还发现一批世界级的科研成果，如针刺镇痛的物质基础，雌激素和诺瓦得士（三苯氧胺）诱发妇科肿瘤的机制等。几十年来北医为国家培养了几万名毕业生，代表人物如钱壮飞、贺诚、王炳章、林几、王忠诚、曲绵域、钟南山、屠呦呦、王存玉和钱煦等。北医附属医院从原先的一所综合医院发展成三所综合型加三所专科医院。原“深圳市中心医院”和“首都钢铁公司医疗所”在21世纪加入北医，成为其附属医院。

## 机构设置

### 直属院系
- 基础医学院：承担所有医学专业学生（包括留学生）的基础医学课程教学和基础医学科研。
- 药学院：承担药学专业本专科生专业课教学，所有医学专业化学基础课教学和药学科研。
- 公共卫生学院：承担所有公共卫生专业本科和研究生专业课教学，所有医学专业公共卫生基础课教学和科研。
- 护理学院
- 医学人文学院
- 医学继续教育学院
- 医学技术研究院

### 附属医院
- 北京大学第一医院（北京大学第一临床医学院）
- 北京大学人民医院（北京大学第二临床医学院）
- 北京大学第三医院（北京大学第三临床医学院）
- 北京大学肿瘤医院（北京大学临床肿瘤学院）
- 北京大学口腔医院（北京大学口腔医学院）
- 北京大学第六医院（北京大学精神卫生研究所）
- 北京大学深圳医院
- 北京大学首钢医院
- 北京大学国际医院

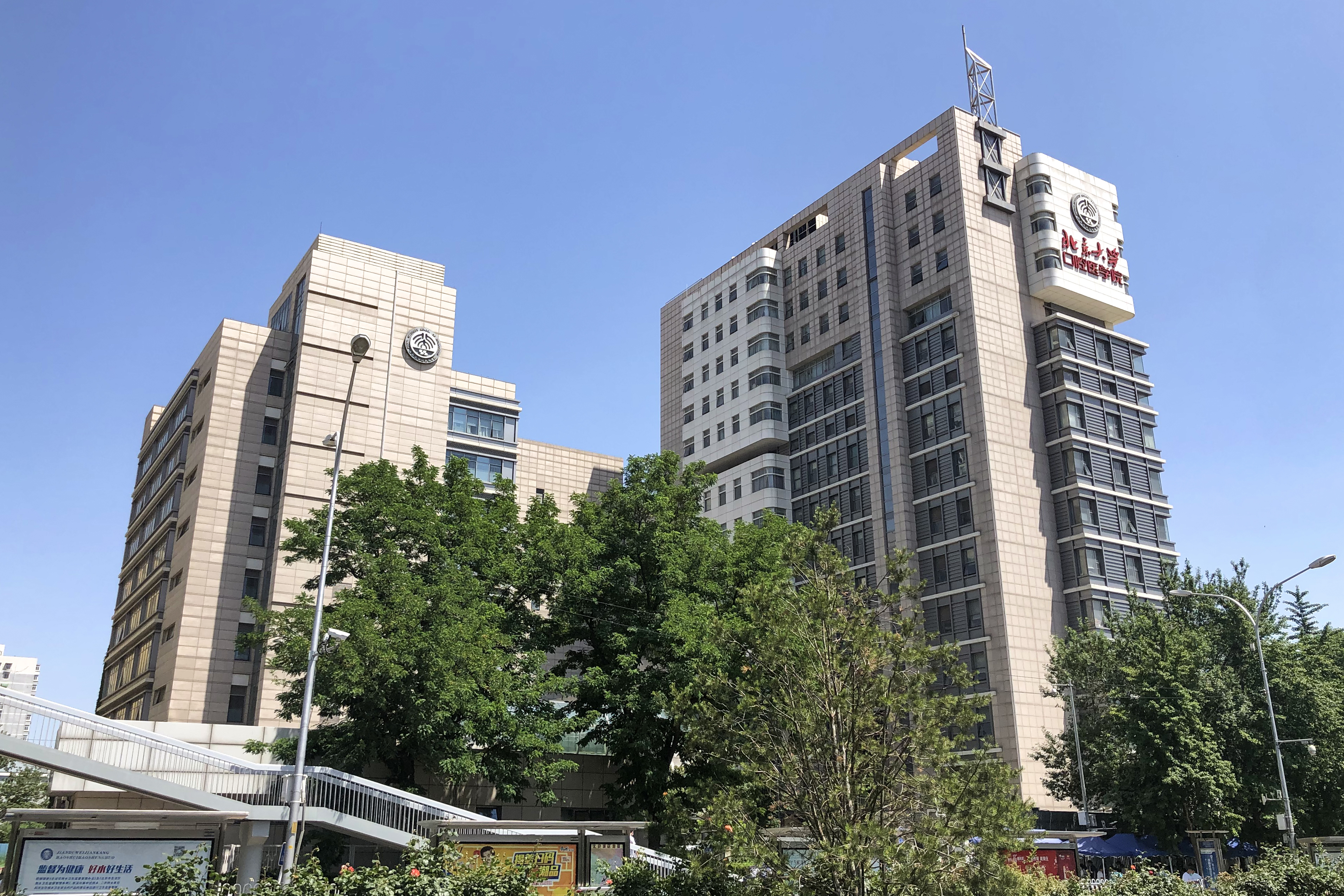
北京大学口腔医院（口腔医学院）

- 天津市第五中心医院（北京大学滨海医院，北京大学医学部和天津市塘沽区政府合作建设的非直属附属医院）[5][6]

### 教学医院
- 北京积水潭医院 （第四临床医学院）
- 北京医院 （第五临床医学院）
- 北京世纪坛医院（第九临床医学院）
- 航天中心医院（北京大学航天临床医学院）
- 中日友好医院（北京大学中日友好临床医学院）
- 北京地坛医院（北京地坛医院教学医院）
- 民用航空总医院（北京大学民航临床医学院）
- 北京回龙观医院（北京大学回龙观临床医学院）
- 首都儿科研究所附属儿童医院（北京大学首都儿科研究所教学医院）
- 北京京煤集团总医院（北京大学北京京煤集团总医院教学医院）
- 北京仁和医院（北京大学北京仁和医院教学医院）
- 中国人民解放军第三〇二医院（北京大学解放军302医院教学医院）
- 中国人民解放军第三〇六医院（北京大学解放军306医院教学医院）

## 历任校长/主任
| 姓名          | 校名                 | 职务     | 任期            |
| ------------- | -------------------- | -------- | --------------- |
| 汤尔和        | 国立北京医学专门学校 | 校长     | 1912.10–1915.12 |
| 葛成勋        | 国立北京医学专门学校 | 校长     | 1915.12–1916.08 |
| 汤尔和        | 国立北京医学专门学校 | 校长     | 1916.08–1922.04 |
| 周颂声        | 国立北京医学专门学校 | 校长     | 1922.04–1923.12 |
| 洪式闾        | 国立北京医科大学校   | 校长     | 1924.01–1925.08 |
| 张黼卿        | 国立北京医科大学校   | 校长     | 1925.08–1926.01 |
| 孙柳溪        | 国立北京医科大学校   | 校长     | 1926.01–1927.08 |
| 孙柳溪        | 国立京师大学校医科   | 学长     | 1927.08–1928.11 |
| 徐诵明        | 国立北平大学医学院   | 院长     | 1928.11–1932.08 |
| 吴祥风        | 国立北平大学医学院   | 院长     | 1932.08–1937.09 |
| 鲍鉴清        | 国立北京大学医学院   | 院长     | 1938.03–1945.08 |
| 马文昭        | 北平临时大学第六分班 | 班主任   | 1945.09–1946.09 |
| 马文昭        | 国立北京大学医学院   | 院长     | 1946.09–1947.08 |
| 沈寯琪        | 国立北京大学医学院   | 院长     | 1947.08–1948.08 |
| 胡传揆        | 国立北京大学医学院   | 院长     | 1948.08–1952.12 |
| 胡传揆        | 北京医学院           | 院长     | 1952.12–1968.08 |
| 阎登山 军宣队 | 北京医学院革命委员会 | 主任     | 1968.09–1973.12 |
| 薛伟民        | 北京医学院革命委员会 | 主任     | 1975.06–1977.09 |
| 胡传揆        | 北京医学院           | 名誉院长 | 1979.11–1986.03 |
| 马 旭         | 北京医学院           | 院长     | 1979.11–1983.01 |
| 曲绵域        | 北京医学院           | 院长     | 1983.01–1985.05 |
| 曲绵域        | 北京医科大学         | 院长     | 1985.05–1991.06 |
| 王德炳        | 北京医科大学         | 院长     | 1991.06–2000.03 |

| 姓名   | 校名           | 职务       | 任期            |
| ------ | -------------- | ---------- | --------------- |
| 韩启德 | 北京大学医学部 | 主任       | 2000.04–2016.04 |
| 柯杨   | 北京大学医学部 | 常务副主任 | 2003.06–2016.04 |
| 詹启敏 | 北京大学医学部 | 主任       | 2016.04–2021.04 |
| 乔杰   | 北京大学医学部 | 主任       | 2021.04--       |

## 姊妹校

### 大中華地區
- 中華民國臺北市：臺北醫學大學